# Mariano Rodríguez
Mariano Rodríguez Álvarez (La Habana, 24 de agosto de 1912-La Habana, 26 de mayo de 1990), conocido como Mariano Rodríguez, fue un pintor, ceramista e ilustrador cubano.
Fue no de los más importantes pintores de la segunda generación de la vanguardia histórica cubana. Sus trabajos están presentes en museos y colecciones de Europa y Estados Unidos. Además, abordó otros géneros como el dibujo, la ilustración de libros, la cerámica y el diseño de escenografía y vestuario para ballet. 

## Biografía

### Infancia
José Mariano Manuel Rodríguez Álvarez (Mariano) nació el 24 de agosto de 1912 en La Víbora, barriada de La Habana. Su madre, Amelia Alejandrina Álvarez Álvarez, estudió en la Academia de Arte San Alejandro donde fue discípula de Leopoldo Romañach y Armando Menocal, por lo que Mariano entra en contacto con el arte desde muy pequeño. Su padre, José Mariano Rodríguez Cabrera, de origen español era un comerciante acomodado. Mariano fue el quinto hijo de un total de ocho y el primer varón de esta descendencia. 
En 1915 viajó con su familia a España y residió en La Palma, Islas Canarias. Allí vio a su madre pintar y esta le animó con papeles y lápices de colores. Así nacieron sus primeros dibujos que representaban grandes barcos en alta mar. En su casa se respiraba un ambiente artístico permanente, pues sus hermanas tocaban el piano, su cuñado era profundo conocedor de música y los visitaban algunos amigos artistas. En 1920 regresaron a Cuba donde cursó la primera enseñanza en el exclusivo colegio católico Hermanos Maristas.

### Juventud
Continuó los estudios para bachiller en el  de La Habana. En 1928 se inscribió en la Academia de Arte San Alejandro donde recibió clases de dibujo y modelado. En 1930, a la muerte del estudiante universitario Rafael Trejo hizo contacto por primera vez con grupos de izquierda y militó en la Liga Juvenil Comunista. En su casa se celebró el Congreso Nacional de esta organización. En 1936 apareció su primer trabajo publicado, una ilustración de portada para la revista Ritmos. 

### México
En el propio año 1936 viajó a México con el escultor Alfredo Lozano e hizo contacto con el pintor mexicano Manuel Rodríguez Lozano, quien se convirtió en su profesor en la Academia San Carlos. Igualmente estudió la técnica del fresco gracias al magisterio de Pablo O´Higgings. Durante su estancia en la capital azteca se vinculó a los intelectuales cubanos Nicolás Guillén y Juan Marinello y junto a ellos participó del Congreso Nacional de Arte convocado por la Liga de Escritores y Artistas Revolucionarios, celebrado en el Palacio de Bellas Artes de México D.F.

### Regreso a La Habana. La etapa mexicana de su pintura
Regresó a Cuba en 1937 y apenas un año después participó de la II Exposición Nacional de Pintura y Escultura con sus dos primeras grandes obras: Retrato de Zora y Unidad. Esta última ganó uno de los premios del evento. Enseñó Pintura al fresco en el Estudio Libre de Pintura y Escultura creado por Eduardo Abela. En 1938 realizó su Autorretrato. En 1939 asistió al Primer Congreso Nacional de Artistas, realizado en Santiago de Cuba y realizó su primera exposición personal: Mariano Rodríguez, René Portocarrero, Alfredo Lozano en el Lyceum, La Habana. Pinta La hebra y Los niños del pozo. En 1940 presentó La paloma de la paz, que se ha convertido en la pieza icónica de esta etapa. Todas ellas son expresión genuina del periodo mexicano de su pintura que se extenderá hasta inicios de 1941. Sobre esta etapa comentó:
Quería eliminar el sentido cartesiano que marcaba la pintura cubana en ese instante, el sentido francés: una composición central, una cabeza, un búcaro de flores en el centro; y repartir en el cuadro los elementos y crear una atmósfera, crear un mundo como los mexicanos lo enseñan en la muralística, donde no hay una forma central.

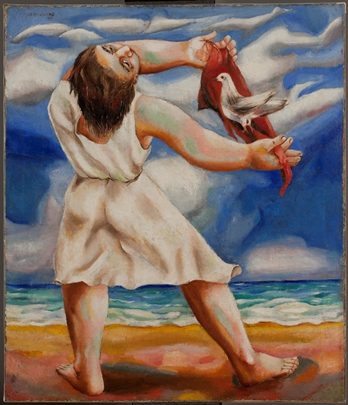
La paloma de la paz, 1940

— Mariano Rodriguez

### Los proyectos editoriales con Lezama y Guy Pérez-Cisneros
Mariano fue parte del núcleo fundacional de las revistas artísticas y literarias Espuela de Plata (1939), Nadie Parecía (1944) y Orígenes (1945), junto a José Lezama Lima, Guy Pérez-Cisneros y posteriormente José Rodríguez Feo. Alrededor de la actividad editorial de este grupo se aglutinaron los poetas, escritores y artistas más importantes del periodo republicano. Su trabajo como ilustrador incluyó además otros soportes editoriales como la revista Grafos (La Habana), la revista Ciclón y varios libros, entre ellos Claustro, de Luis Amado Blanco (1942); Enemigo Rumor (1941) y Aventuras sigilosas (1945), de José Lezama Lima; Estrella Molina, de Marcelo Pogolotti (1946) y Suite para la espera, de Lorenzo García Vega (1948). 

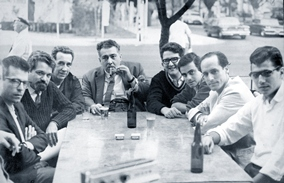
Luis Rogelio Nogueras, Antón Arrufat, Pablo Armando Fernández, Mariano Rodriguez, José Lezama Lima, Heberto Padilla, Sigifredo Álvarez Conesa, Roberto Fernández Retamar y Víctor Casaus en La Habana en 1950.

### Los gallos
En 1941 inauguró el tema de los gallos en su pintura. Este es el año en que produce El gallo (Colección MoMA, Nueva York) y El Gallo pintado (Colección privada, California). Fue fiel a este icono durante el resto de su carrera, incluso en su periodo más abstracto e hizo del mismo un símbolo de cubanía y un pretexto para sus búsquedas formales, por lo cual terminó siendo reconocido popularmente como «el pintor de los gallos». El estudio del mismo propicia su ruptura final con la gama ocre traída de México. Comenzó así su investigación definitiva acerca del color, que caracterizó su obra hasta su muerte.
Cuando quiero introducir algún cambio en lo que a línea de creación se refiere, pinto un gallo. Si me sale bien, voy por buen camino. No pinto gallos con plumas, ni en situaciones reales, sino como expresión de mis preocupaciones plásticas.
— Mariano Rodriguez 

Campesinos
Los campesinos aparecieron en su pintura cerca de 1943. Los exhibió en la exposición Modern Cuban Painters (MoMA, New York, 1944), Les Peintres Modernes Cubaines, Centre dÁrt Port- au-Prince, Haití y Art Cubain Contemporain, en Musée National D´Art Moderne, París (1951), entre otras muchas presentaciones. El guajiro, algunas veces también junto a su gallo, tienen para este pintor valor como arquetipos de lo cubano, representaciones de lo que para Mariano fue la vida cubana en su plano más genuino.

### Nueva York
En octubre de 1944 viajó por primera vez a Nueva York. Regresó a esta ciudad en 1945, 1946, 1948 y 1951. Expuso allí en Feigl Gallery y visitó museos y galerías, en los cuales se encontró con las obras de muchos grandes maestros de la pintura universal. 

### La pintura religiosa
En 1943 pintó dos obras religiosas por encargo del intelectual monseñor Ángel Gaztelu, párroco de la Iglesia de Bauta, pequeño pueblo en las afueras de La Habana. Descendimiento y Resurrección, conformados en óleo sobre madera y de casi dos metros de altura, se conservan en la actualidad. De esa época es también Cristo y los ladrones, actualmente en una colección privada.
En 1949 retomó el tema religioso en la pintura. Esta vez crea un vitral dedicado a Nuestra Señora de Fátima y otro dedicado a San José, que también forman parte de la colección de la Parroquia de Bauta. Este año pinta también Virgen de las aguas, dedicada a la Virgen de Regla, de la que Lezama dijo «el pintor parece, con cordeles de Gregorio y el pez, haber extraído todos los símbolos de su aguas». Con esta obra comienza a imponerse en su trabajo la expresión de la religiosidad popular. A final de los años de 1950 sus motivos religiosos están contaminados por su conocimiento de los cultos afrocubanos, en los que varios intelectuales cubanos indagaron en ese periodo. Aparecen entonces piezas como Misa negra (1952), Babalú Ayé (1958) y La bruja (1958) que ensayan sobre la religiosidad como esencia de lo cultural autóctono.

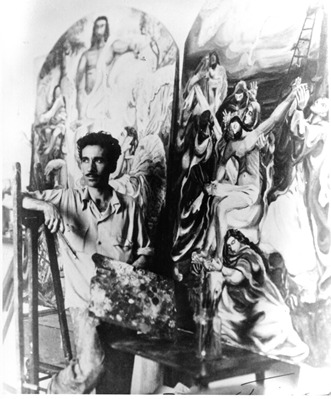
Mariano mientras trabajaba en sus pinturas para la iglesia de Bauta

### Los murales de Mariano
Mariano tuvo una actividad extraordinaria como muralista. Su primera obra mural fue Educación sexual, concebida para la Escuela de Maestros de Santa Clara en 1939. Pero la mayoría de sus obras monumentales estuvieron muy vinculadas a los proyectos del arquitecto Antonio Quintana en la década de los 50. Entre las más importantes pueden citarse El dolor humano, realizado para el edificio del Retiro Odontológico (actual Facultad de Economía de la Universidad de La Habana) en 1952 y Bumerán premiado –junto a un proyecto de Wifredo Lam– y emplazado en el edificio del Retiro Médico en 1956. Algunos exquisitos detalles como los recubrimientos de los tímpanos de las escaleras en varios edificios emblemáticos de la ciudad se deben también a la asociación Mariano-Quintana y otros murales realizados en casas privadas o en lugares públicos como el Hotel Nacional, fueron emplazados en esa misma década pero no se conservan en la actualidad.

### Expresionismo abstracto
En 1957 viajó una vez más a Nueva York. La figuración de Mariano comenzó a desvanecerse ante la incorporación de un nuevo concepto plástico en su pintura. Mariano asumió en ese momento el expresionismo abstracto que había estudiado cuidadosamente durante una década. Este proceso puso ya intuirse en 1956, en su Gallo amarillo, premiado durante el VIII Salón Nacional de Pintura y Escultura y en otras piezas como el Paisaje del río Almendares, Mantel blanco y Retrato de Celeste.
En 1958 realizó una gran exposición en el Museo de Bellas Artes de Caracas que fue ya completamente abstracta. La institución venezolana adquiere la obra Jardín, que queda como parte de su colección permanente.

### La India
A inicios del periodo revolucionario, recibió un nombramiento diplomático que cumplió en la India durante dos años. El encuentro con esta cultura dio lugar a una de las etapas de mayor espiritualidad  dentro de su pintura. Aunque en muchos casos retomó una figuración perceptible como es el caso de El sari blanco (1961), la abstracción anidó en las formas de obras como Hombre con paraguas y niño (1960), Mezquita de Jama Masjid (1960), Bumerán (1960) y Hombre con gallo (1960)

### Mariano y las masas
Una vez de regreso en La Habana, participó del Primer Congreso Nacional de Escritores y Artistas Cubanos y presidió la sección de Artes Plásticas de la Unión de Escritores y Artistas de Cuba. De 1961 fue su primer boceto conocido donde analiza el tema de las masas. Este fue tratado por el artista en varios lienzos que expuso en 1963 en la Galería de La Habana. II Declaración de La Habana (1962) y Asamblea popular (1963) muestran las manifestaciones multitudinarias de apoyo al proceso revolucionario que se hicieron habituales durante aquellos años. Deslumbrado por la fuerza de esas expresiones populares, las inmortalizó en sus lienzos aunque sin traicionar sus convicciones estéticas, pues estas obras son abstracciones decididas donde el título da la clave de lo que observa el espectador. 
Las masas se convirtieron en uno de los recursos plásticos más importantes dentro de la pintura de Mariano a partir de ese momento y a la postre, en muchos casos, las separó del suceso político y de las tribunas, para conformar cierta poesía de lo social utópico.  Progresivamente surgen las series Masas y Vedado, Masas y frutas y Fiestas del amor en las cuales la figuración ha retornado y el color adquiere nuevamente una importancia crucial. En especial la última de estas series, realizada en los 80, parece sostener un discurso acerca de la diversidad a través de la multiplicidad de gamas de color y de la indefinición sexual de los cuerpos.

### La Casa de las Américas
En 1962 ocupó el puesto de director del Departamento de Artes Plásticas de la Casa de las Américas, por solicitud de Haydée Santamaría. Desde esta posición, Mariano, con el apoyo de Haydée, promovieron los discursos contemporáneos latinoamericanos y realizan exposiciones de algunos de los artistas más importantes del continente, entre ellos Fernando de Szyszlo, Vicente Rojo Almazán, Julio Le Parc, Carlos Cruz-Diez, Jesús Rafael Soto, Matilde Pérez, Antonio Saura y otros. 
De esta manera mostraron una visión estética expandida de las prácticas artísticas, que acogió tendencias tales como la abstracción, apoyando a los artistas cubanos. Gracias a la estrecha relación de Mariano con creadores latinoamericanos, la colección Arte de Nuestra América se nutrió de obras de gran valor y se convirtió en una compilación de primer nivel de arte del Sur. Tras la muerte de Haydée Santamaría, Mariano Rodríguez ocupó el cargo de presidente de la Casa de las Américas hasta 1986.